# هیده‌یوکی هیرایاما
هیدیوکی هیرایاما (به ژاپنی: 平山秀幸، Hideyuki Hirayama) (زادهٔ ۱۸ سپتامبر ۱۹۵۰) کارگردان اهل ژاپن است که در سال۲۰۰۳ میلادی برندهٔ جایزهٔ بهترین کارگردان جشنواره فیلم یوکوهاما شده‌است.